# Louis Calhern

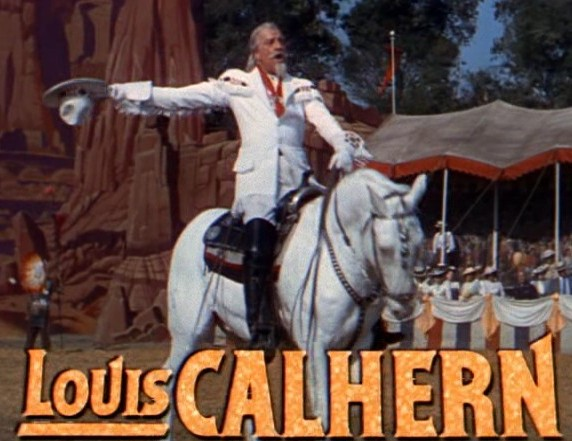
Louis Calhern in Annie Get Your Gun

Louis Calhern, artiestennaam van Carl Henry Vogt (Brooklyn (New York), 19 februari 1895 – Tokio, 12 mei 1956), was een Amerikaans toneel- en filmacteur.
Calhern werd geboren als Carl Henry Vogt. Zijn ouders waren vanuit Duitsland naar New York gemigreerd. Het gezin verhuisde naar Saint Louis (Missouri), waar hij opgroeide. Een toneelmanager van een rondreizend theaterbedrijf merkte hem op en huurde hem in als figurant. Zijn artiestennaam is een samenvoeging van zijn woonplaats St. Louis en zijn voor- en middelste namen, Carl en Henry (Calhern). 
Calhern trouwde en scheidde viermaal. Hij vocht een groot deel van zijn volwassen leven tegen een alcoholverslaving; als gevolg daarvan liep hij een aantal bioscoop- en toneelrollen mis. Hij overwon uiteindelijk zijn alcoholverslaving tegen het einde van de jaren veertig.
Calhern stierf op 61-jarige leeftijd aan een hartaanval in Nara, in Japan, toen hij daar speelde in de film The Teahouse of the August Moon. 

## Broadway
- Cobra (1921) als Jack Race
- Gypsy (1929) als Cleve
- The Magnificent Yankee (1946) als rechter Oliver Wendell Holmes jr.

## Gedeeltelijke filmografie
- What's Worth While? (1921)
- Too Wise Wives (1921)
- The Blot (1921)
- The Road to Singapore (1931)
- Blonde Crazy (1931)
- Night After Night (1932)
- 20,000 Years in Sing Sing (1932)
- Diplomaniacs (1933)
- Frisco Jenny (1933)
- Duck Soup (1933)
- The Affairs of Cellini (1934)
- The Count of Monte Cristo (1934)
- The Last Days of Pompeii (1935)
- The Life of Emile Zola (1935)
- Fast Company (1938)
- 5th Ave Girl (1939)
- Heaven Can Wait (1943)
- The Bridge of San Luis Rey (1944)
- Notorious (1946)
- Arch of Triumph (1948)
- The Red Pony (1949)
- The Red Danube (1949)
- A Life of Her Own (1950)
- The Magnificent Yankee (1950)
- Nancy Goes to Rio (1950)
- Annie Get Your Gun (1950)
- The Asphalt Jungle (1950)
- Devil's Doorway (1950)
- The Man with a Cloak (1951)
- Invitation (1952)
- We're Not Married! (1952)
- The Prisoner of Zenda (1952)
- Julius Caesar (1953)
- Rhapsody (1954)
- Executive Suite (1954)
- The Student Prince (1954)
- Betrayed (1954)
- Athena (1954)
- Men Of The Fighting Lady (1954)
- Blackboard Jungle (1955)
- The Prodigal (1955)
- Forever, Darling (1956)
- High Society (1956)

## Trivia
- Calhern overleed aan een hartaanval tijdens het filmen van The Teahouse of the August Moon in 1956 en werd vervangen door Paul Ford. Zeven jaar eerder verving Calhern zelf acteur Frank Morgan die overleed aan een hartaanval tijdens het filmen van Annie Get Your Gun.

- Biblioteca Nacional de España: XX1295517
- Bibliothèque nationale de France: cb139301183 (data)
- Gemeinsame Normdatei: 141802057
- International Standard Name Identifier: 0000 0000 8374 4689
- Library of Congress Control Number: n85376581
- MusicBrainz: 1b9bdd69-24fe-4801-a966-a0c8abd5a6aa
- Nationale Bibliotheek van Tsjechië: xx0150229
- Nationale Bibliotheek van Israël: 987007452638205171
- SNAC: w6g748w2
- Système universitaire de documentation: 06113290X
- Virtual International Authority File: 39564839
- WorldCat: E39PBJdcBMdJyyXKkMJWRKKyBP